# ボリュームライセンス
ボリュームライセンス (英: volume license、VL)とは、ソフトウェアライセンスの形態の一つで、ソフトウェア製品やサービスを多数のライセンスをまとめて提供する販売形態のことである。
主に、企業や教育機関といった組織、団体を対象にし、同じソフトウエアを大量に導入する際などに利用される。メーカーや製品によって呼称は異なり、ライセンスパックと呼ばれる場合もある。とくに民間企業向けのボリュームライセンスのみを指してコーポレートライセンスと呼ぶ場合もある。
行政機関向けをガバメントライセンス、教育機関向けをアカデミックライセンスと呼ぶ場合もあるが、これらの呼称は学生や各機関向け特別価格の場合にも使われ、多数のライセンスをまとめているとは限らないため注意が必要である。

## 特徴
明確な基準は存在しないが、多くの場合は以下のような特徴を持っている。
- 10本や100本など多数の本数をまとめて販売する。
- 一般小売のパッケージソフトウェアを同数買う場合に比べて、1本あたりの単価は安くなる[3]。
- 追加購入の場合は、同条件の価格で追加できる場合もある。
- インストール用のメディア、マニュアル、シリアル番号などは1セットしか付属されない。
- 多数のライセンスの管理が容易に行えるようになっている。自社内に設けるライセンスサーバーでライセンス認証を行い、PCや人員の入れ替えに合わせて流動的にライセンスを移せる「フローティングライセンス」の形態である場合もある。
- 組織内でインストールされるソフトウェアを一つの契約で統一でき、利用バージョンが統一できる。
- ライセンスの譲渡（中古での販売）が禁止されているか、特定の条件下でなければ譲渡できない制約が加えられた規約になっている。